# ولفرام فیدلر
ولفرام فیدلر (انگلیسی: Wolfram Fiedler; ۲۹ سپتامبر ۱۹۵۱ – ۱۱ آوریل ۱۹۸۸) لژسوار اهل آلمان شرقی بود.
وی در مسابقات کشوری و بین‌المللی در مجموع برندهٔ ۳ مدال طلا، ۲ مدال نقره، ۲ مدال برنز شده‌است.